# Plainbrücke
Die Plainbrücke ist eine kleine, ursprünglich 1733 errichtete Brücke im Norden der österreichischen Stadt Salzburg, kurz vor der Stadtgrenze zu Bergheim am Fuß des Plainbergs. Sie führt über den Alterbach und trägt eine Statue des heiligen Johannes Nepomuk.

## Lage
Die Brücke überspannt den Alterbach, der hier die Grenze zwischen den Salzburger Stadtteilen Itzling im Süden und Itzling Nord bildet. Sie führt die Itzlinger Hauptstraße als Teil der L118 Bergheimer Landesstraße über den Bach und trägt damit den Gesamtverkehr zwischen der Stadt und dem Raum Bergheim sowie einen Teil des Fernverkehrs Richtung Braunau am Inn.

## Geschichte

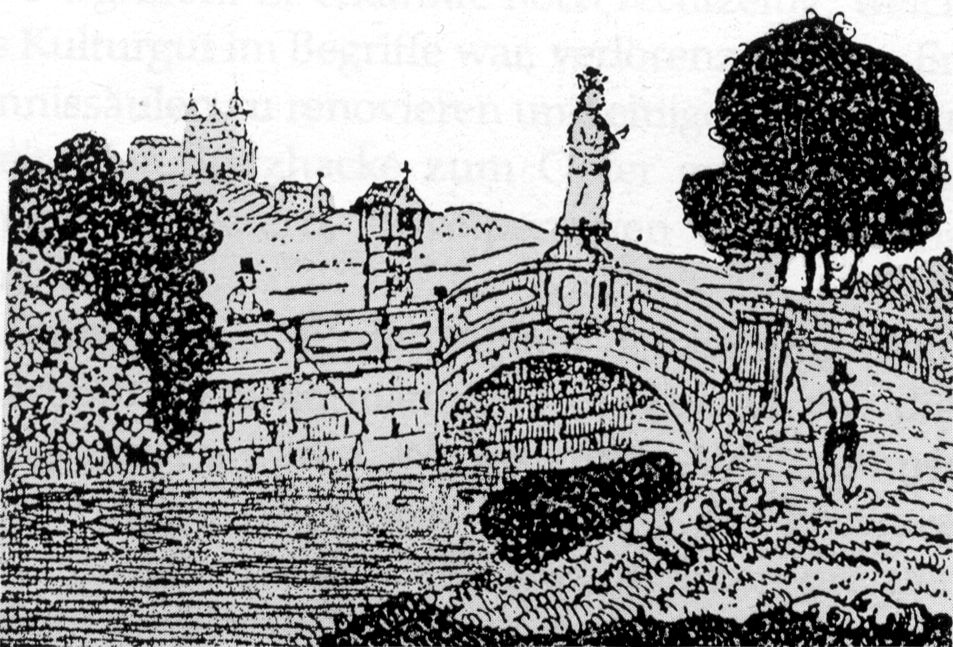
Plainbrücke mit der Wallfahrtsbasilika und einer der Geheimnissäulen
(Ignaz Preisinger: Maria Plain, um 1850)

Bei der Plainbrücke trafen sich zwei aus der Stadt führende Wege, wovon der eine weiter über den Plainberg nach Lengfelden führte und gleichzeitig zum Pilgerweg zur Basilika Maria Plain wurde; der andere Weg war derjenige nach Bergheim und darüber hinaus nach Norden. Der erste gehörte zu den wirtschaftlich bedeutendsten Routen rund um die Stadt. Letzterer bestand schon zumindest seit dem Mittelalter, hatte aber lange Zeit wenig Bedeutung, da der Hauptweg für Fernverbindungen nach Norden auf der linken, seinerzeit zum Erzbistum Salzburg, heute auf bayerischem Gebiet liegenden Salzachseite führte (Rupertiwinkel). Der rechtsseitige Weg musste eine Engstelle zwischen Salzach und Plainberg am Hang hinauf zum Ort Bergheim überwinden, das heutige Vorfeld Itzling West gibt es erst seit den Salzachregulierungen in den 1870er Jahren.
Die Plainbrücke als erste steinerne Brücke über den Alterbach wurde unter dem Salzburger Erzbischof Leopold Anton von Firmian im Jahr 1733 errichtet. Auf der Nordseite der Brücke, an der alten Gabelung der Wege nach Bergheim und auf den Plainberg, befindet sich die neunte der 15 Geheimnissäulen, die den Wallfahrtsweg von Salzburg nach Maria Plain säumten. 1830 erfolgte eine Erneuerung.

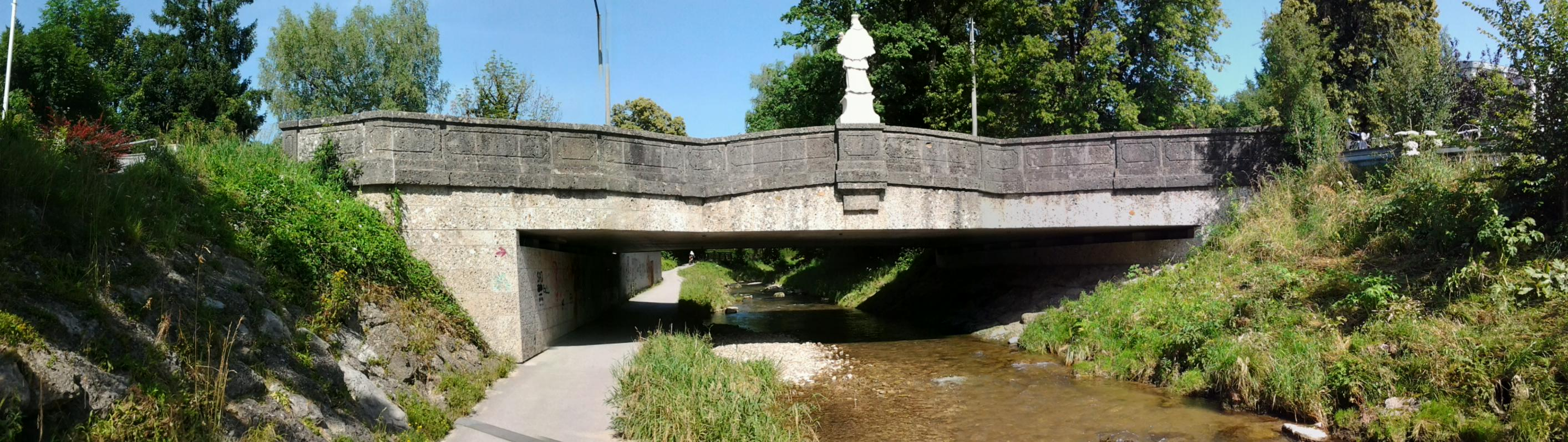
Blick von Westen

Diese Strecke entwickelte sich im letzten Jahrhundert zu einer wichtigen Verkehrsverbindung und wird heute als Bergheimer Landesstraße (L 118) geführt.
Das jetzige Tragwerk wurde 1951 errichtet, die letzte größere Sanierung datiert auf 1983, wobei Form und Bauteile der Originalbrücke erhalten wurden.
Auf der viel befahrenen Straße entgeht die kleine Plainbrücke im motorisierten Verkehr leicht der Aufmerksamkeit. Ihr früherer markanter Charakter ist aber noch an dem Umstand nachvollziehbar, dass eine Station der Salzburger Lokalbahn, eine Bushaltestelle sowie ein traditionsreiches (nunmehr als Hotel geführtes) Gasthaus nach ihr benannt sind.

## Baubeschreibung

Statue des heiligen Johannes Nepomuk auf der Plainbrücke

Bei der Plainbrücke handelt es sich um eine einbogige, rund 22 m lange und 10 m breite, aus Konglomerat-Quadern erbaute Steinbrücke. Die seitlichen ca. 1,20 m hohen Brüstungen parallel zum Fahrweg erweitern sich an beiden Brückenenden und erwecken den Eindruck von Auffahrrampen. Sie stammen noch von der ursprünglichen Barockbrücke. Der Unterbau der Brücke und der Belag sind modernisiert.

### Statue des heiligen Johannes Nepomuk
Auf der westlichen Brüstung befindet sich in der Brückenmitte eine Statue des heiligen Johannes Nepomuk; die Brücke wird daher gelegentlich auch „Nepomuk-Brücke“ genannt. Unterhalb der Statue ist in den Stein der Brüstung unauffällig die Jahreszahl 1952 eingemeißelt. Die lebensgroße, aus Marmor gefertigte Skulptur wurde 1733 vom Salzburger Bildhauer Josef Anton Pfaffinger geschaffen; auf dem Sockel ist ein Relief mit dem Wappen des Erzbischofs Leopold Anton von Firmian modelliert.
Der „Brückenheilige“ Johannes Nepomuk gilt als Fürbitter gegen Hochwassergefahr und Ertrinkungstod, und die Errichtung der Statue erscheint erklärlich; denn bevor die nahe Salzach, aber auch nördlich des Plainbergs die Fischach und der Plainbach reguliert wurden, waren Überschwemmungen dieser Gewässer und die Zerstörung der anliegenden Ackerflächen keine Seltenheit. Aus der Zeit des Erzbischofs Firmian gibt es weitere Statuen des Heiligen.